# Tame Impala
Tame impala és el projecte de música psicodèlica de Kevin Parker, músic multiinstrumentista de Perth, Austràlia. El 2008 va publicar el seu primer EP, titulat Tame impala, amb Modular Recordings. Va ser un èxit a Austràlia, i va propiciar que el grup toqués amb bandes de renom internacional com The Black Keys, MGMT, You Am I o Yeasayer. El seu primer LP, anomenat Innerspeaker (2010) i el segon, Lonerism (2012) han aconseguit multitud de premis i reconeixements, especialment a Austràlia. Al 2015 es va publicar l'àlbum Currents, que va suposar un canvi d'estil musical important, virant del rock psicodèlic dels primers àlbums cap a l'electrònica i el pop. El seu quart àlbum, The Slow Rush, va ser publicat el 14 de febrer del 2020, i va guanyar quatre premis als Premis ARIA d'aquell any.
El nom de la banda fa referència a l'Impala, un antílop africà.

## Història
Els orígens de la banda es remunten a l'escena musical de Perth. Kevin Parker va iniciar el 2005 la banda Dee Dee Dums, que seria posteriorment la base de Tame impala, juntament amb Dominic Simper (guitarra i sintetitzador) i Luke Epstein (bateria). La banda va aconseguir cert reconeixement en l'escena local. El 2007, el grup va canviar de bateria (incorporant Jay Watson en substitució de Luke Epstein), i Parker va introduir canvis d'estil cap a tendències més psicodèliques en les seves composicions, i també van canviar el nom de la banda a Tame Impala. Poc després d'aquests canvis, van enviar una vintena de cançons amb gravacions dels últims anys a diverses discogràfiques, i van firmar un contracte amb Modular Recordings.

## Discografia

### Àlbums
- Innerspeaker (2010)
- Lonerism (2012)
- Currents (2015)
- The Slow Rush (2020)